# Le Mystère de la jonque rouge
Pour plus de détails, voir Fiche technique et Distribution.
Le Mystère de la jonque rouge (titre original: Weiße Fracht für Hongkong) est un film italo-franco-allemand réalisé par Helmuth Ashley et Giorgio Stegani, sorti en 1964.

## Synopsis
Robert Perkins est un homme d'affaires respecté qui dirige une société d'import-export à Hong Kong. Personne ne sait qu'il travaille comme passeur de drogue. Lorsque Perkins apprend que la cargaison d'héroïne vaut un million de dollars, il trahit son patron. Il agresse Laurent qui doit assurer la réception. Il dépose la drogue chez sa sœur Margaret. Susan Collins, la secrétaire et ancienne compagne de Perkins, sait peu de choses sur les véritables activités de l'entreprise et de sa jeune agent commerciale Claudia Laudon. Elle se trouve dans la difficulté lorsque la police découvre la drogue. Le colonel Strong, un ami de son père, lui apporte son soutien.
Par ordre de son patron, Perkins reçoit le pilote Ted Barnekow et le mécanicien de bord Larry McLean. Alors que les deux amis visitent la ville, ils rencontrent par hasard Claudia Laudon qui leur fait part de ses soupçons. Au milieu de la conversation, elle échappe de justesse à un empoisonnement. Pour détourner l'attention de son patron, Perkins écrit une fausse lettre de chantage au sujet de l'héroïne manquante. Dans la soirée, il croise Ted et Larry. Au bar "Le Mayflower", où la serveuse Nancy Lee a une relation avec Perkins, la tension est palpable. Perkins, Ted et Larry se séparent et arrêtent leur projet.
Le lendemain, Perkins apprend que l'appartement de sa sœur a été cambriolée. Margaret pense qu'on en voulait à ce qu'il a déposé. Dans une statue de Bouddha dans la chambre d'hôtel de Claudia Loudon, Ted et Larry trouvent des sachets d'héroïne. Lorsqu'ils affrontent le vendeur de ce Bouddha, il est assassiné par un lancer de couteau. Ils sont arrêtés, de plus la police constate la drogue dans la chambre. Pendant ce temps, Nancy Lee fouille le bureau de Robert Perkins. Elle découvre le faux chantage et un billet d'avion pour Saigon. Elle se demande si c'est pour Laurent ou pour Perkins, si elle doit contacter le patron.
Claudia Laudon veut se rendre à un poste de police en compagnie du colonel Strong, à qui elle a demandé son aide. En chemin, ils sont attaqués, Claudia est enlevée. Afin de forcer Ted Barnekow et Larry McLean à amener avec lui l'héroïne à Saigon, Perkins organise leur évasion de prison. Ted et Larry sont dans une cellule avec Claudia. Perkins découvre que Laurent et Nancy ont pris l'héroïne à leur compte. Nancy est empoisonnée et mise dans une voiture que l'on jette d'une falaise. Lorsque Perkins menace de torturer Claudia, Ted et Larry acceptent ce qu'il demande. Soudain le colonel Strong apparaît et affirme être le patron. Il affronte Perkins qui le tue d'un coup de revolver. Mais Laurent a saboté l'avion. Perkins veut échapper avec Claudia sur une jonque. Ted et Larry s'enfuient. S'ensuit une fusillade dans laquelle Laurent est tué. Ted et Larry parviennent à neutraliser Perkins et à libérer Claudia.

## Fiche technique
- Titre français : Le Mystère de la jonque rouge
- Titre original allemand : Weiße Fracht für Hongkong[2]
- Titre original italien : Da 077: criminali ad Hong Kong[3]
- Réalisation : Helmuth Ashley, Giorgio Stegani[3],[2]
- Assistant réalisateur : Eberhard Schröder
- Scénario : Werner P. Zibaso
- Musique : Willy Mattes, Gert Wilden
- Direction artistique : Hans Berthel (de)
- Photographie : Klaus von Rautenfeld
- Son : Willi Schwadorf
- Montage : Herbert Taschner (de)
- Production : Wolf C. Hartwig
- Sociétés de production : Rapid-Film, Mercury Film, Gala International Film, Société Nouvelle de Cinématographie, Terra Film
- Société de distribution : Paradise Film Exchange
- Pays d'origine :  Allemagne de l'Ouest,  France,  Italie
- Langue : allemand
- Format : Couleur - 2,35:1 - Mono - 35 mm
- Genre : Aventures, policier
- Durée : 90 minutes
- Dates de sortie :
  -  Allemagne de l'Ouest : 20 mars 1964.
  -  Italie : 28 juin 1964.
  -  France : 12 août 1964[1].

## Distribution
- Horst Frank: Robert Perkins
- Maria Perschy: Claudia Laudon
- Dietmar Schönherr: Ted Barnekow
- Brad Harris: Larry McLean
- Philippe Lemaire: Laurent
- Lilly Mantovani: Nancy Lee
- Mario Lanfranchi: Colonel Strong
- Dorothee Parker: Susan Collins
- Pascale Roberts: Margaret Perkins

## Histoire
Wolf C. Hartwig veut produire un film d'aventures à l'exemple du succès d'Espionnage à Hong Kong, sorti en 1962. Il ajoute une trame policière comme les succès de 1963 et 1964. Le projet porte le nom de Das Geheimnis der roten Dschunke. La distribution comprendrait Hansjörg Felmy, Senta Berger, Horst Frank, Brad Harris, Ralf Wolter et Dorothee Parker. Le réalisateur serait Jürgen Roland, le scénariste Johannes Kai. Le tournage est prévu à Hong Kong.
Le projet change de nom : Weiße Fracht für Hongkong. La réalisation est confiée à Helmuth Ashley, le scénario à Werner P. Zibaso. La distribution change aussi.

## Source de traduction
- (de) Cet article est partiellement ou en totalité issu de l’article de Wikipédia en allemand intitulé « Weiße Fracht für Hongkong » (voir la liste des auteurs).